# بخ آکو، کونسپسیون
منطقه اکو، کانسپشن (به اسپانیایی: Aco District, Concepción) یک سکونتگاه مسکونی در پرو است که در منطقه خونین واقع شده‌است.

## خصوصیات
منطقه اکو ۳۷٫۸ کیلومترمربع مساحت و ۲٬۱۴۹ نفر جمعیت دارد و ۳٬۴۸۰ متر بالاتر از سطح دریا واقع شده‌است.